# Cuadratura del rectángulo

Cuadratura de un rectángulo de lados a y b (Método de las alturas): para hallar el lado del cuadrado con la misma área, basta dibujar una circunferencia de radio R=(a+b)/2 centrada en el segmento b+a, y trazar una perpendicular al segmento anterior por el punto por donde se unen sus dos partes. La distancia c de este punto al corte de la perpendicular con la circunferencia es el lado del cuadrado buscado, de forma que (c·c=a·b). En el ejemplo de la imagen, se puede comprobar fácilmente que con a=2 y b=8, entonces R=5 y c=4, verificándose que R²=c²+(R-a)²

La cuadratura del rectángulo es una tarea de la geometría clásica. Consiste en obtener un cuadrado con la misma área que un rectángulo dado, utilizando exclusivamente una regla y un compás. A diferencia de la cuadratura del círculo, que no tiene solución, el rectángulo se puede cuadrar de diferentes maneras.

## Proposiciones de partida

Triángulo rectángulo

El punto de partida para las siguientes dos construcciones son dos propiedades matemáticas de los triángulos rectángulos que se remontan a Euclides: el teorema de la media geométrica y el teorema del cateto.
Sean a y b los catetos de un triángulo rectángulo y sea c su hipotenusa. Sea h la altura perpendicular al lado c, y sean p y q las dos secciones en las que divide la hipotenusa. Entonces se aplican las siguientes relaciones:
{\displaystyle h^{2}=p\cdot q\;\;\;} (teorema de las alturas de Euclides)
{\displaystyle a^{2}=c\cdot p\;\;\;} y {\displaystyle \;\;\;b^{2}=c\cdot q\;\;\;} (teorema del cateto de Euclides)

## Método de las alturas

Cuadratura usando el teorema de las alturas

Independientemente de las proporciones del rectángulo dado (aquí, en color verde), se asume que un lado es la sección de la hipotenusa p y el otro lado es la sección de la hipotenusa q de un triángulo rectángulo. Luego, se pivota el lado más corto del ángulo recto y se obtiene la base de un triángulo rectángulo. Sobre esta base se aplica el teorema de Tales. La extensión del lado más corto del triángulo rectángulo interseca la circunferencia de Tales y proporciona la altura del triángulo rectángulo con las secciones de hipotenusa p y q. Si ahora se construye un cuadrado (aquí naranja) por encima de esta altura, entonces tiene exactamente la misma área que el rectángulo dado.

## Método de los catetos

Cuadratura con los catetos

El segundo método asume que el lado más largo del rectángulo (aquí de color verde) se extiende sobre toda la base c de un triángulo rectángulo. Luego, el lado más corto del rectángulo se gira 90° hacia adentro; y se obtiene la sección de hipotenusa q y el punto base de altura h. Luego se aplica el teorema de Tales sobre la base c. El punto de intersección de la altura con la circunferencia da como resultado el tercer punto del triángulo, que da como resultado el cateto b. Si ahora se construye un cuadrado (aquí de color naranja) sobre b, este último tiene exactamente la misma área que el rectángulo dado.

## Método de la secante y la tangente

Cuadratura con la tangente y la secante

El teorema de la tangente y la secante también se puede usar para cuadrar el rectángulo. Así, en un rectángulo dado (aquí de color verde) con longitud p y ancho q, hacer que la longitud p también se pueda usar como el segmento marcado PR. Ahora, se toma el segmento QR de forma que sea igual al ancho q y quede dentro de PR. Sea ahora M1 el punto medio del segmento PQ. Sea k1 la circunferencia de diámetro PQ y  k2 otra circunferencia de diámetro M1R, y sea T una intersección de las dos circunferencias. El ángulo M1TR es recto según el teorema de Tales, y por lo tanto, RT es una tangente a k1. Según el teorema de la secante y de la tangente, entonces (RT)2=pq.

## Método de las cuerdas

Método de las cuerdas.
El rectángulo gris bc y las líneas discontinuas no son necesarios para la solución, y solo están destinados a aclararla. El segmento B̅G̅ es el lado a del cuadrado de la misma área

Una de las cuatro soluciones más conocidas para cuadrar el rectángulo se basa en el teorema de las cuerdas secantes.

Para la cuadratura de un rectángulo dado (aquí en color azul) con longitud p y ancho q, primero se designan las dos esquinas de un lado largo como A y B. A continuación se extiende sobre el segmento AB el ancho q con la ayuda del cuarto de círculo, lo que da como resultado el segmento AC. Después de dibujar la mediatriz AC, el punto libremente seleccionable M se determina en la línea central vertical. Ahora, se dibuja una circunferencia alrededor del punto M con el radio |MA|; lo que hace que el segmento AC sea la primera cuerda del círculo. Se continúa dibujando el diámetro del círculo a través del punto B. La línea resultante EF genera la segunda cuerda de la circunferencia. Ambas cuerdas se cruzan en el punto B, que a su vez tiene el segmento AC en p y q y el segmento EF en b y en c. Finalmente, se traza una línea vertical en la recta EB, que va desde el punto B a la circunferencia para generar el punto de intersección G. Esto da como resultado que la línea BG sea el lado a del cuadrado buscado con la misma área (aquí en verde).
Como se describe, la cuerda EF se traza a través del centro de la circunferencia en el dibujo adyacente. Debido a esto, existe la posibilidad (como se muestra) de aclarar y justificar el resultado, además del área rectangular bc para la conversión en el área cuadrada a2, también el triángulo rectángulo EFG con la altura h=a y el área del cuadrado h2. Visto en conjunto, el teorema de las cuerdas secantes es claramente reconocible.
Según la ley de las cuerdas:
{\displaystyle {\overline {AB}}\cdot {\overline {BC}}={\overline {EB}}\cdot {\overline {BF}}}
o también
{\displaystyle p\cdot q=b\cdot c,}
y entonces (como en el teorema de las alturas de Euclides)
{\displaystyle a^{2}=p\cdot q,}
si se extrae la raíz cuadrada de esta expresión, la longitud del lado a del cuadrado es igual a la media geométrica de la longitud p+q, y por lo tanto:
{\displaystyle a={\sqrt {pq}}}

## División en cuadrados
De forma análoga a la cuadratura del cuadrado, también puede considere el problema de dividir un rectángulo en cuadrados de diferentes tamaños (cuadrar el rectángulo). La primera solución la encontró en 1925 el matemático polaco Zbigniew Morón (1904-1971). Dividió un rectángulo de 33 × 32 en 9 cuadrados con lados 1,4,7,8,9,10, 14, 15, 18 y un rectángulo de 65 × 47 en 10 cuadrados con lados 3, 5, 6, 11, 17, 19, 22, 23, 24, y 25. La primera cuadratura de un cuadrado data de 1939, conseguida por Roland Sprague, seguida en 1940 por los resultados obtenidos por William Thomas Tutte y sus colegas.